# Kronthal

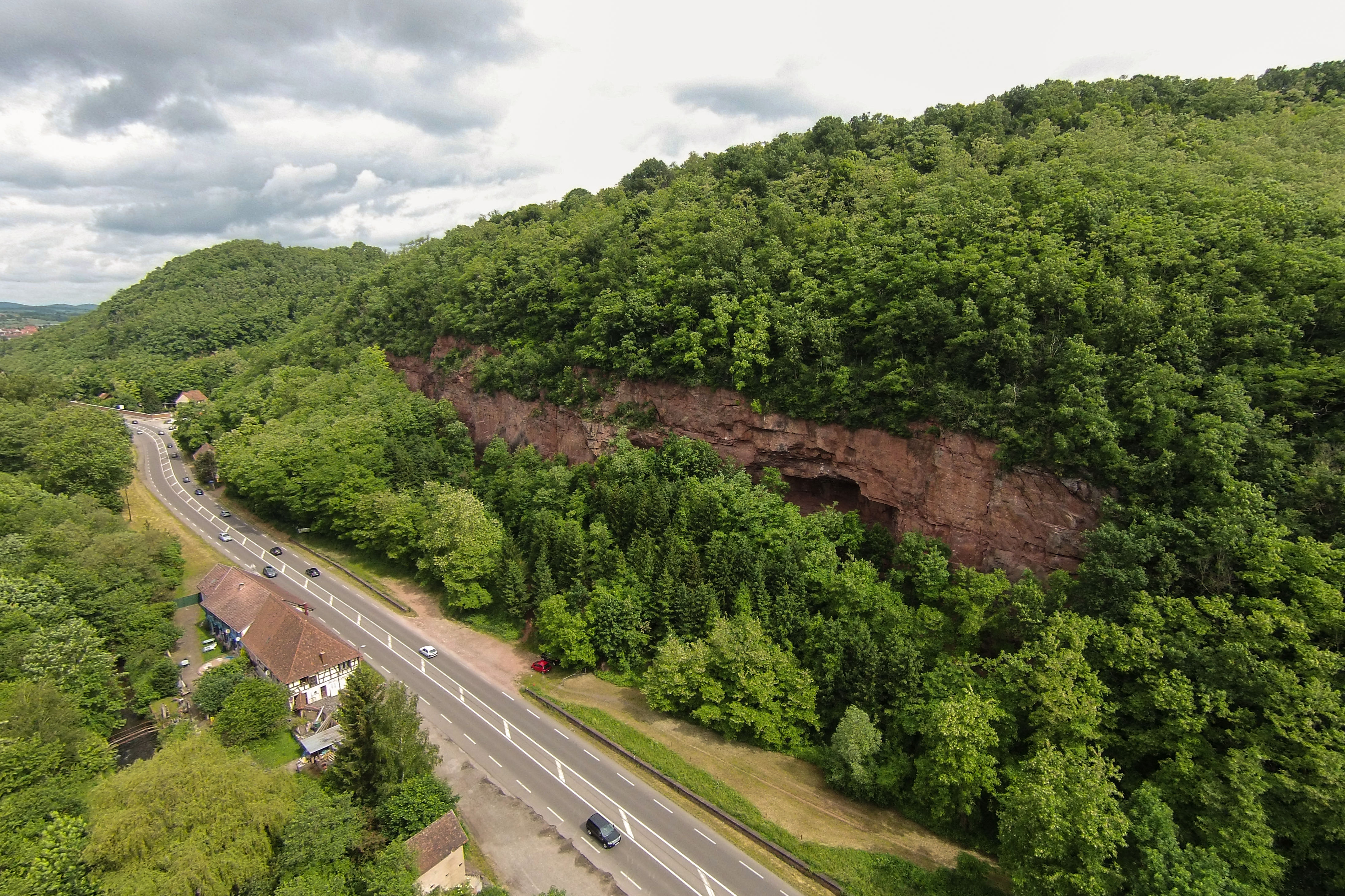
L’entrée du Kronthal en arrivant de Marlenheim

Le Kronthal est un étroit passage naturel reliant les massifs de Marlenberg et de Wangenberg, situé à vingt-et-un kilomètres à l'ouest de Strasbourg.
Il est traversé par la rivière Mossig et la Route Départementale 1004, ancienne Nationale 4, ainsi que par la piste cyclable Romanswiller-Molsheim. Il s’étend sur le ban communal des villes de Wasselonne et de Marlenheim

## Étymologie
Le mot Kronthal dériverait de deux mots allemands : Kron pour couronne, et Thal pour vallée. Le Kronthal est donc « la vallée de la couronne ». Le suffixe thal est courant en Alsace, comme à Wangenbourg-Engenthal ou à Thal-Marmoutier. Le préfixe kron, quant à lui, se retrouve par exemple dans Cronenbourg, un quartier de l’ouest de Strasbourg. L’orthographe Cronthal est également avérée.

## Lieux et monuments

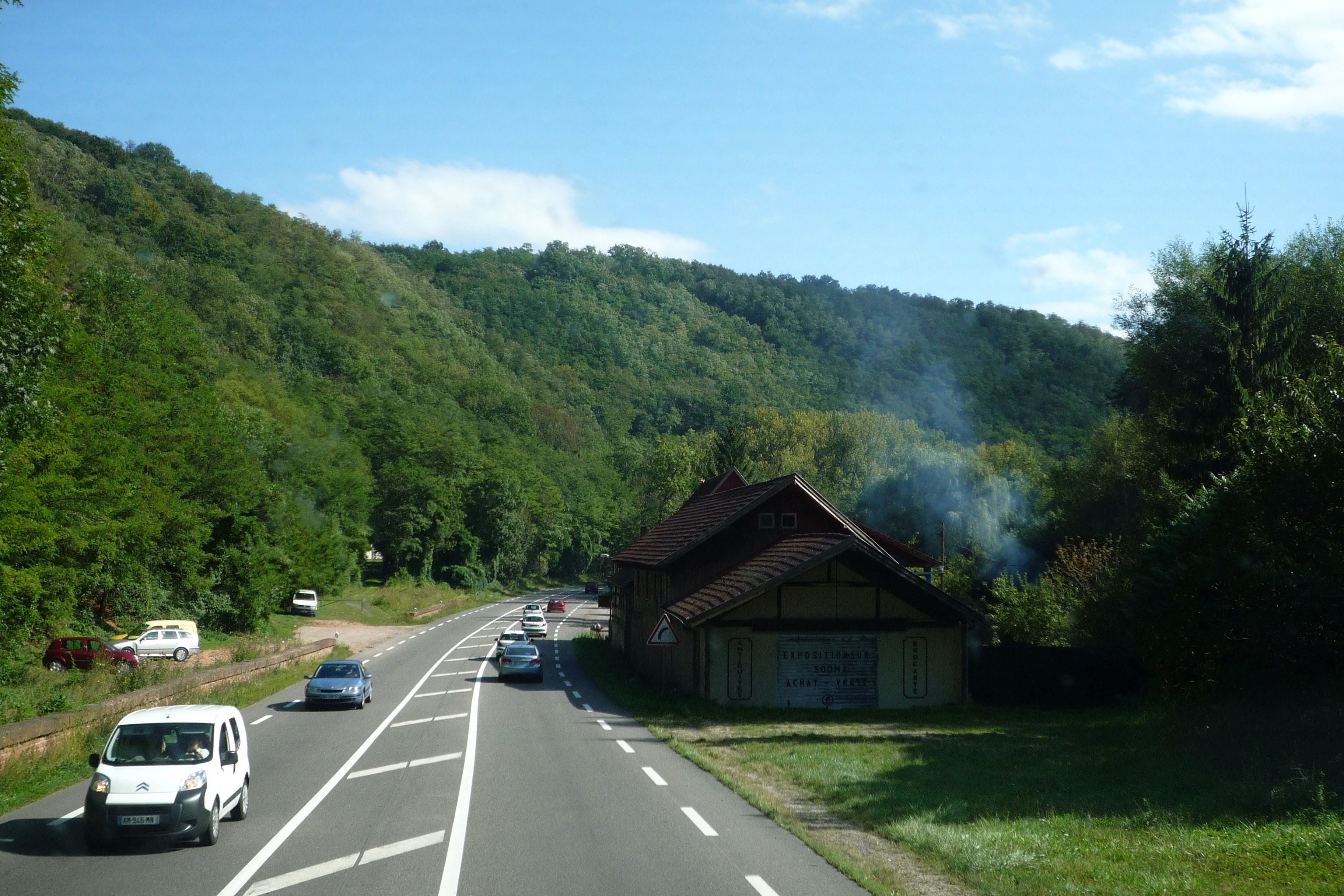
L’entrée du Kronthal en arrivant de Wasselonne.

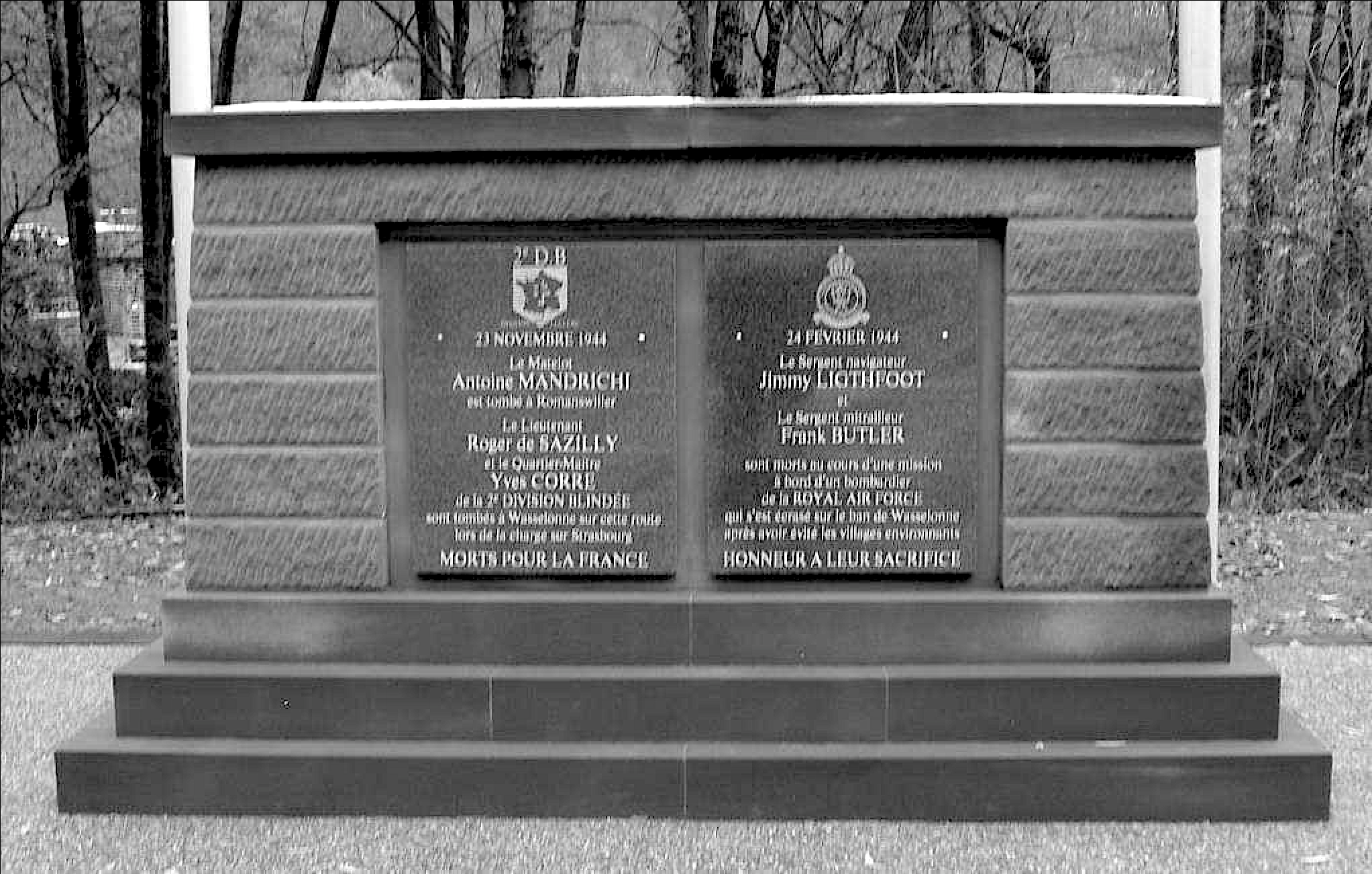
Le mémorial du Kronthal.

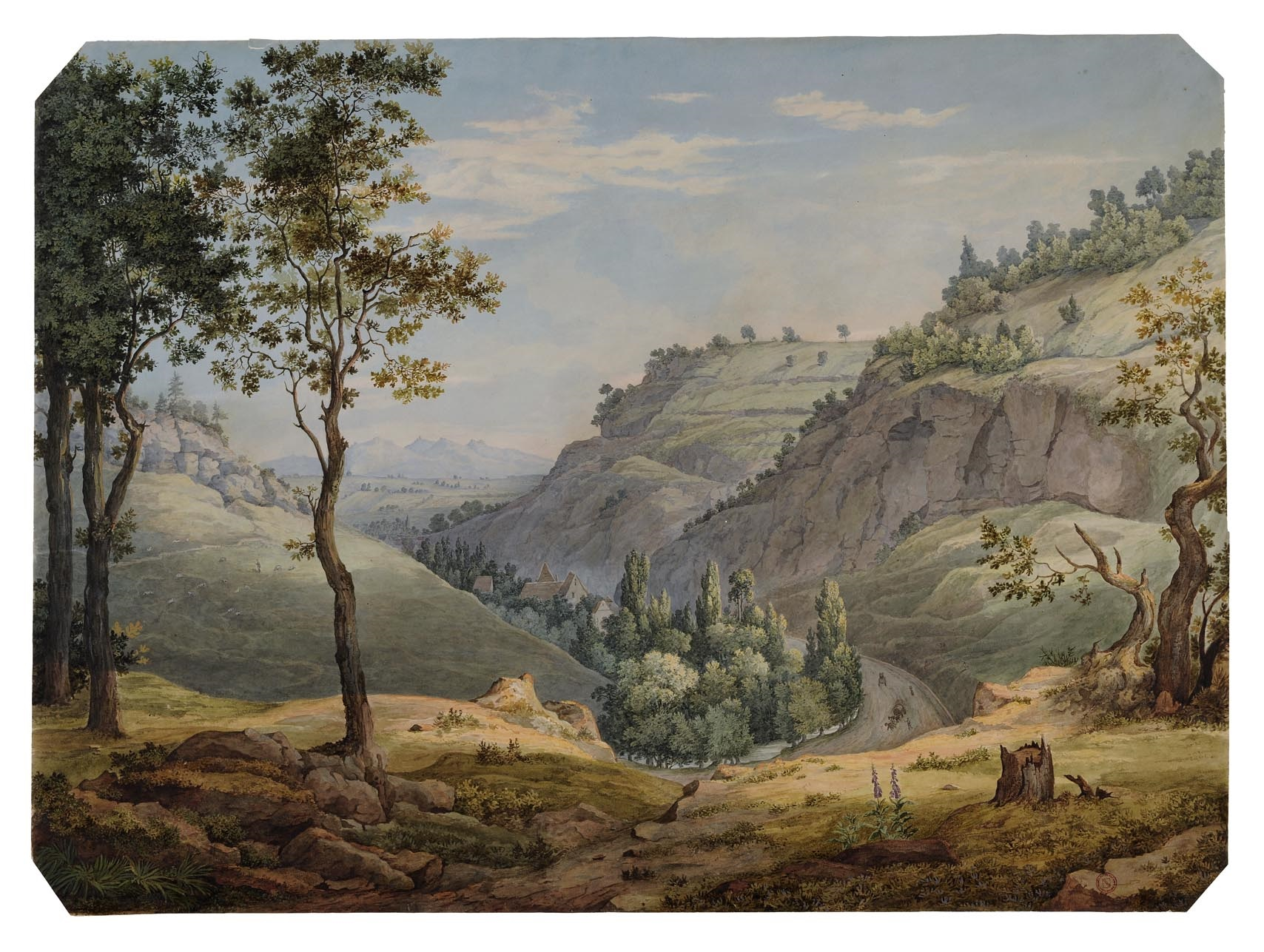
Charles Frédéric Oppermann, le Kronthal, aquarelle, 1828

En arrivant depuis Wasselonne, on découvre successivement :
- L’ancienne forge de la famille Kolb de Wasselonne fondée dans les années 1930, et qui dépose le bilan dans les années 1990.
- La carrière dont le grès rose a servi à l’édification de la Cathédrale Notre-Dame de Strasbourg[1].
- Un monument aux Morts de la Seconde Guerre mondiale érigé en mémoire de trois combattants de la 2e Division Blindée tombés au champ d’honneur pour la libération de l’Alsace et de Wasselonne le 23 novembre 1944.
Ces trois combattants sont le quartier-maître Yves Corré, tombé à Wasselonne, le matelot Antoine Mandrichi, tombé à Romanswiller et enterré à Wasselonne, et le sous-lieutenant Roger Torterüe de Sazilly[2] décapité par un Panzerfaust alors qu’il ouvre la route de son détachement du Régiment Blindé de Fusiliers Marins à bord de l’automitrailleuse « Hunier » dans le défilé du Kronthal[3].
Par ailleurs, deux aviateurs de l’équipage d’un bombardier Lancaster de la Royal Air Force qui s’est écrasé le 24 février 1944 à côté de Wasselonne lors d’une mission de bombardement du dépôt de munitions de Romanswiller, le sergent-navigateur Jimmy Lightfoot et le sergent-mitrailleur Frank Butler, sont également honorés par cette stèle[4].
- Une partie de la paroi de grès en bordure de la route a été aménagée pour la pratique de l’escalade.
- Le Moulin du Kronthal, produit de la farine, des produits d’épicerie et de l’alimentation pour animaux[5].
- La société Vosgebois Emballages de Marlenheim, spécialisée dans la fabrication de cartons d’emballage et de palettes.
- L’ancienne gare de chemin de fer de la ligne Molsheim - Saverne, construite en 1864 et désaffectée à la suite de la fermeture de la ligne, est occupée par des bureaux.

## Transports
Le Kronthal est traversé par la route départementale 1004, ancienne route Nationale 4 et par la Mossig.
Une piste cyclable reliant Romanswiller à Molsheim via Wasselonne et Marlenheim a été aménagée sur l’ancienne plateforme de la ligne de chemin de fer.
Le lieu est desservi par l’arrêt de bus « Marlenheim - Kronthal » où s’arrêtent les cars des lignes 230, 233 et 234 de la CTBR, filiale de la CTS. Ils desservent Wasselonne, Wangenbourg, Molsheim, Nordheim, et Strasbourg.